# Феодор II (патриарх Александрийский)
Патриа́рх Фео́дор II (греч. Πατριάρχης Θεόδωρος Β΄, в миру Нико́лаос Хорефта́кис, греч. Νικόλαος Χορευτάκης; род. 25 ноября 1954, деревня Канли-Кастели, Крит, Греция) — епископ Александрийской православной церкви; с 24 октября 2004 года — Папа и патриарх Александрийский и всей Африки. Греческий богослов и миссионер.

## Биография
Родился 25 ноября 1954 года в деревне Канли Кастели (ныне Профитис Илиас (греч. Προφήτης Ηλίας Ηρακλείου), община Ираклион) на острове Крит (Королевство Греция). Он последовал за своей семьёй, которая переехала в Тилисос и Агию Параскеви. В первые школьные годы жил в Аркалохори, Ираклион. Затем семья окончательно поселилась в Неа Галикарнасе в Ираклионе, и он закончил свое обучение во Второй мужской гимназии в Ираклионе. С детства хотел стать священником.
15 августа 1973 года в Успенском монастыре в Агарафосе близ Ираклиона (Крит) архимандритом Кириллом (Киприотакисом) был пострижен в монашество с наречением имени Дионисий.
В 1974 году окончил Ризарийскую богословскую школу в Афинах и продолжил обучение на богословском факультете Фессалоникийского университета, который окончил со степенью магистра богословия.
22 февраля 1975 года митрополитом Ламбийским и Сфакийским Феодором (Дзедакисом) рукоположён в сан диакона, после чего служил архидиаконом Ламбисской митрополии на Крите.
23 апреля 1978 года тем же архиереем рукоположён в сан иеромонаха с наречением имени Феодор и возведением в сан архимандрита, после чего был протосинкеллом той же митрополии. Занимался благотворительностью.
В 1985 году по приглашению патриарха Александрийского Николая VI перешёл в клир Александрийского патриархата и назначен экзархом (представителем) Александрийского патриархата в Русской православной церкви (подворье в Одессе). Изучал историю искусств, литературу и философию в Одесском университете (СССР). Участвовал в создании Филиала Греческого фонда культуры в Одессе, а также и в создании Музея организации Филики Этерия.
7 июня 1990 года хиротонисан во епископа Киренского и назначен экзархом Александрийской церкви в Афинах, сопровождал патриарха Александрийского Парфения III в миссионерских поездках по Африке и в зарубежных визитах.
Вскоре по кончине в 1996 году патриарха Парфения III, патриархом Петром назначен патриаршим эпитропом (фактически основным консультантом и помощником). В сентябре 1997 года избран митрополитом Камерунским (митрополия в то время включала государства Центральной и Западной Африки) и прибыл в Яунде (Камерун) 24 ноября того же года/
16 сентября 2002 года митрополит Зимбабвийский. Учредил четыре миссионерских центра в Хараре, греческий культурный центр на 400 человек, два больших миссионерских центра в соседнем Малави с больницами, техническими школами и курсами медсестёр. На средства греческого парламента обновил греческий квартал (Школа, Церковь, Дом Священника) в Беире, Мозамбик. Основывал церкви и способствовал созданию православных общин в Ботсване и Анголе.
9 октября 2004 года, после гибели патриарха Петра и его свиты в катастрофе вертолёта над Эгейским морем, избран на престол патриархов Александрийских. Интронизирован 24 октября 2004 года в Благовещенском соборе Александрии. На церемонии присутствовали предстоятели и представители поместных православных церквей, в том числе Архиепископ Афинский Христодул и Архиепископ Тиранский Анастасий, глава Коптской Церкви Папа Шенуда III, президент Греции Константин Стефанопулос, представители президента Египта Хосни Мубарака.
В октябре 2007 года, по приглашению патриарха Московского и всея Руси Алексия, совершил официальный визит в Московский Патриархат.
Единственным из предстоятелей других церквей в патриаршем сане участвовал в интронизации московского патриарха Кирилла в Храме Христа Спасителя 1 февраля 2009 года.
Как патриарх, неоднократно посещал Россию и другие страны, входящие в каноническую территорию Московского патриархата.
8 ноября 2019 года патриарх Александрийский и всей Африки Феодор II впервые помянул митрополита Епифания в качестве предстоятеля ПЦУ во время литургии в Каире. Как отметил Патриарх Московский Кирилл, решение было принято без синодального определения, после консультаций лишь с некоторыми архиереями. В письме к членам Александрийской патриархии патриарх Феодор II написал: «После зрелого размышления и множественных молитв … и заботясь о единстве Православной Церкви, мы пришли к решению признать автокефалию Православной Церкви Украины и ее предстоятеля Блаженнейшего Епифания, ибо пришло время». В Украинской православной церкви (Московского патриархата) это решение патриарха Феодора II расценили как слабость и предательство и напомнили, что ещё годом ранее Патриарх Феодор II в Одессе говорил: «Держитесь Блаженнейшего митрополита Онуфрия». Московский патриархат заявил, что признание патриархом Александрийским автокефалии ПЦУ делает невозможным его поминовение патриархом Московским и всея Руси Кириллом. Официальный представитель РПЦ заявил: Русская православная церковь глубоко опечалена информацией о решении Александрийского патриарха Феодора признать Епифания Думенко в качестве руководителя «Православной церкви Украины» и поминовением его имени в диптихах Александрийской церкви. 26 декабря того же года Священный синод Московского патриархата постановил: «Подтвердить невозможность поминовения имени Патриарха Александрийского Феодора в диптихах, а также молитвенного и евхаристического общения с ним», закрыл подворье Александрийского Патриархата в Москве и вывел из юрисдикции Александрийского Патриархата приходы Русской Православной Церкви на Африканском континенте, придав им ставропигиальный статус, образовав Патриарший экзархат Африки.
22 ноября 2022 года Священный Синод Александрийского патриархата решил прекратить поминовение имени патриарха Московского и всея Руси Кирилла во время литургии в ряду имен предстоятелей православных церквей. На этом же заседании Синода, которое началось во вторник в Каире, было решено «лишить епископского сана» патриаршего экзарха Африки митрополита Клинского Леонида.

## Награды
- Орден Дружбы (Россия, 17 сентября 2009 года) — за большой вклад в развитие сотрудничества между Российской Федерацией и Арабской Республикой Египет[17]
- Орден князя Ярослава Мудрого I степени (Украина, 27 июля 2013 года) — за выдающуюся церковную деятельность, направленную на подъём авторитета православия в мире, и по случаю празднования на Украине 1025-летия крещения Киевской Руси[18]
- Орден Святого равноапостольного великого князя Владимира I степени (РПЦ, 2007 год)[19].
- Орден Славы и чести I степени (РПЦ, 2013 год)[20]
- Орден УПЦ МП преподобних Антония и Феодосия Киево-Печерских I степени (2007 год).[21].
- Золотой орден Святого Георгия (Грузинская православная церковь, 2008)[22]
- премия имени Патриарха Алексия II «За выдающуюся деятельность по укреплению единства православных народов. За утверждение и продвижение христианских ценностей в жизни общества» (2012)[23].
- Орден Сербского флага I степени (26 сентября 2017 года, Сербия)[24]
- Медаль святого апостола и евангелиста Иоанна Богослова 1-й степени (6 декабря 2017 года, Санкт-Петербургская духовная академия)[25]
- Премия Афинагора в области прав человека (8 октября 2022 года)[26]